# ラルフ・アースキン

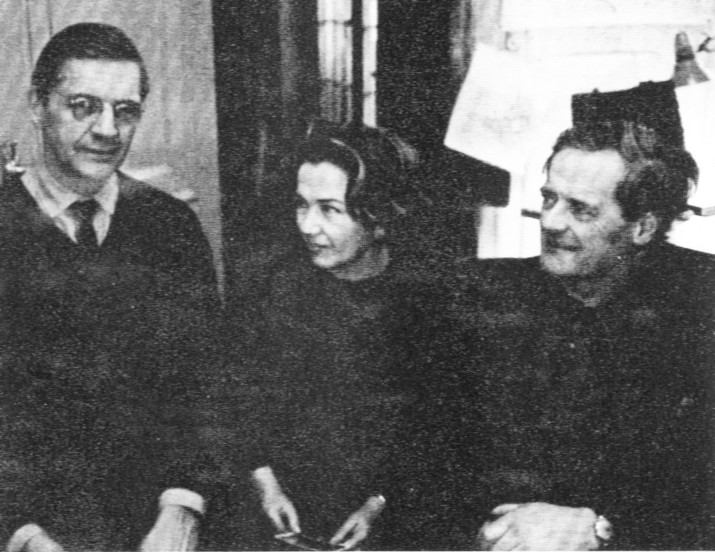
ラルフ・アースキン（右）、Anders Tengbom（左）、Léonie Geisendorf（中央）

ラルフ・アースキン（Ralph Erskine、1914年2月24日 - 2005年3月16日）はスウェーデンの建築家。都市計画家。イングランド・ロンドン生まれ。

## 経歴
学校を卒業後、建築家ルイ・ドウ・ソワソンの指導の下ウェリン・ガーデン・シティチームに加わる。 その後スウェーデンにわたり、1945年から1959年までユトルプの集合住宅、ハッマルビーの住宅地、キルナの集合住宅地といった都市住宅地のプロジェクトを手がけている。その後ロンドンに戻りチーム・テンの活動の後、ケンブリッジ大学クレアホール、グリニッジミレニアムビレッジなどを手がけた。またスウェーデンでも、ストックホルム都市計画アークティック・タウン・プロジェクト、ジ・アークなどを手がけ、ストックホルム大学学生センター 、ストックホルム・バス・ターミナルなどを残す。1987年、RIBAゴールドメダルを受賞。